# Joachim Houckgeest
Joachim Houckgeest (Den Haag, ± 1585 – Den Haag, vóór 1644), was een Haagse kunstschilder en tekenaar die vooral bekend werd door zijn portretten.

## Biografie

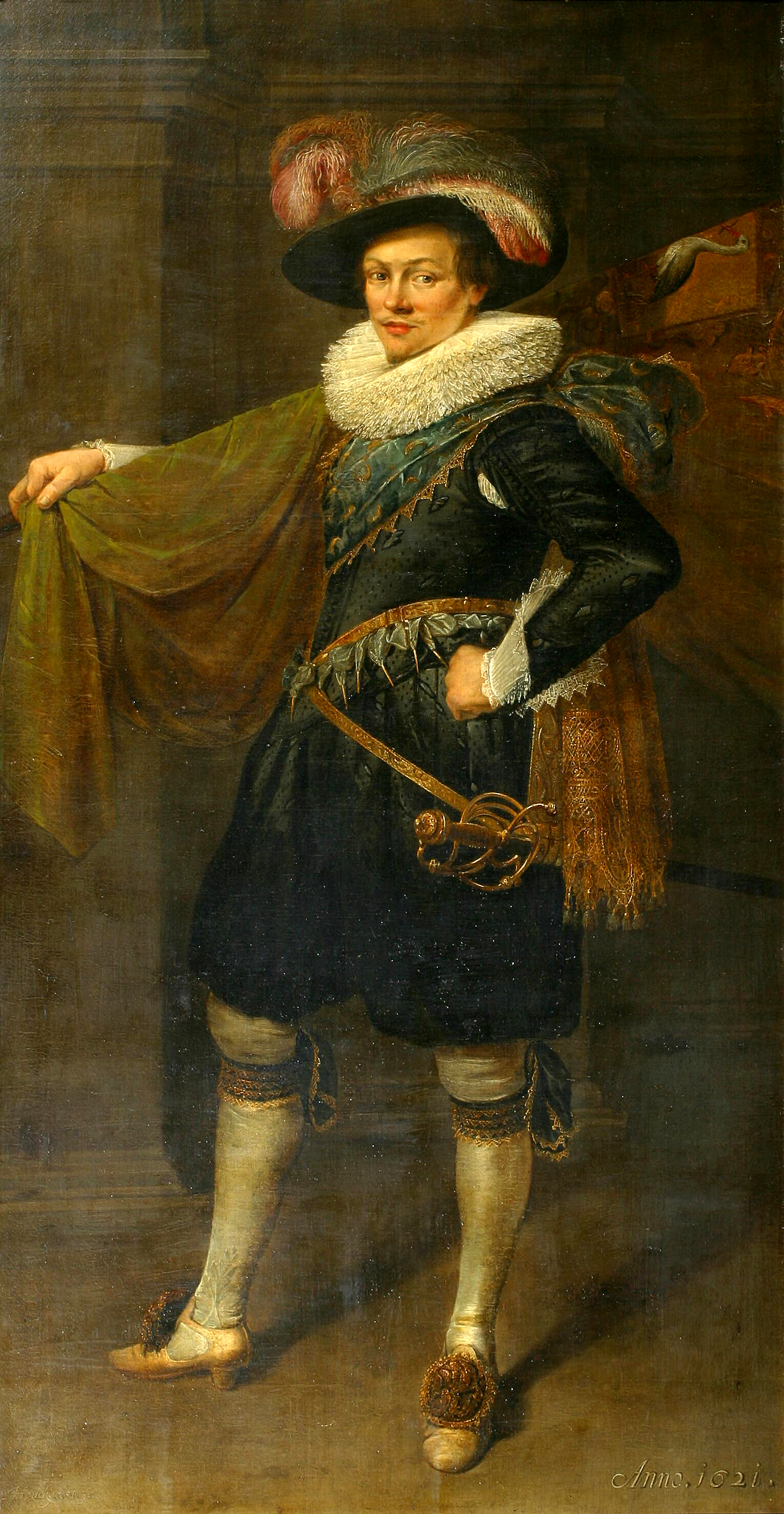
Hendrick Jansz. Nobel, vaandeldrager van het Groene Vendel van de Haagse schutterij. Gemaakt in 1621

### Kunstenaar
Van Joachim Houckgeest zijn niet veel werken bekend die de tijd hebben overleefd. Hij behoorde samen met Jan Antonisz. van Ravesteyn, Anthonie van Ravesteyn en Everard Crynsz. van der Maes tot de eerste generatie portretschilders uit Den Haag. Zijn “Vaandeldrager van het Groene Vendel” uit 1621, dat opgenomen is in de collectie van het Haags Historisch Museum, is het meest aansprekende schilderij van zijn hand. Waarschijnlijk heeft hij nog twee andere schilderijen van de Haagse schutterij vervaardigd, waarvan niet bekend is of die nog bestaan. In de abdij van Newstead in het Engelse graafschap Nottinghamshire bevinden zich de portretten van Sir Thomas en Sir Nicholas Byron, die hij schilderde in 1631. Zij waren broers van Richard Byron, 2e Baron Byron, betovergrootvader van de beroemde dichter en schrijver Lord Byron. Houckgeest schilderde naast portretten mogelijk ook religieuze onderwerpen, blijkens het schilderij “Jezus en de bloedvloeiende vrouw” uit 1626, dat tegenwoordig aan hem wordt toegeschreven. Hij was leraar van kunstschilder François van Daellen.

### Levensloop
Joachim was een zoon van kaarsenmaker Otto Gerritsz. van Houckgeest, die tevens schepen en vroedschap van Den Haag was. In de zomer van 1611 trouwde hij met de uit Amsterdam afkomstige Machteld Staets, die bij hem introk in zijn ouderlijk huis “Het Spijckerboor”, gelegen op de hoek van het korte Achterom in Den Haag. Op 7 oktober 1614 wordt hij lid van het Sint-Lucasgilde van de Haagse kunstschilders en in 1626 verkiezen zij hem als hun deken. Veel geld verdiende Joachim Houckgeest niet met zijn schilderijen: in 1627 wordt hij in het kader van de 500ste penning (belasting) aangeslagen voor 16 gulden, welk bedrag nog wordt verlaagd naar 6 gulden. Zijn vader was enigszins vermogender: hij werd aangeslagen voor 44 gulden. Na het overlijden van zijn vader in december 1628 blijft Joachim met zijn vrouw in huis “Het Spijckerboor” wonen. Een deel van de erfenis gaat naar zijn neef Gerard Houckgeest, die net als hij kunstschilder was. (en bierbrouwer om de kost te verdienen) Gerard was een van de vele kinderen van Joachim's broer Joris Houckgeest, een “wolle laeckenkooper” te Den Haag. Gerard Houckgeest was net als Joachim lid van het Sint-Lucasgilde, vanaf 1625.

## Alternatieve namen
Joachim Hoeckgeest, Joachim van Houckgeest, Joechem Oette Hoeckgeest, Jaques Otto Houckgeest, Joachim Otte van Hoeckgeest